# قلعة المهروسي (الشاهل)

تعديل مصدري - تعديل

قلعة المهروسي هي إحدى قرى عزلة جانب اليمن بمديرية الشاهل التابعة لمحافظة حجة، بلغ تعداد سكانها 237 نسمة حسب تعداد اليمن لعام 2004.